# Vlahën
Vlahën – wieś położona w północnej części Albanii w gminie Golaj. Wieś znajduje się 114 kilometrów od stolicy państwa, Tirany.

## Demografia
Według spisu ludności z 2001 roku we wsi Vlahën mieszkało 1209 mieszkańców.